# Кубок Німеччини з футболу 1974—1975
Кубок Німеччини з футболу 1974—1975 — 32-й розіграш кубкового футбольного турніру в Німеччині, 23 кубковий турнір на території Федеративної Республіки Німеччина після закінчення Другої світової війни. У кубку взяли участь 128 команд. Переможцем кубка Німеччини вдруге поспіль став Айнтрахт (Франкфурт-на-Майні).

## Третій раунд
| Команда 1                        | Рахунок | Команда 2                      |
| -------------------------------- | ------- | ------------------------------ |
| 5 лютого 1975                    |         |                                |
| Фортуна (Кельн) (2)              | 2:0     | Шальке 04                      |
| 8 лютого 1975                    |         |                                |
| Фортуна (Дюссельдорф)            | 3:2 дч  | Кайзерслаутерн                 |
| Баварія                          | 2:3     | Дуйсбург                       |
| Кельн                            | 4:1     | Санкт-Паулі (2)                |
| Вердер                           | 2:2 дч  | Аугсбург (2)                   |
| Теніс Боруссія (Західний Берлін) | 1:0     | Алеманія (Аахен) (2)           |
| Баєр 05 Юрдінген                 | 0:2     | Бохум                          |
| Мюльгайм (2)                     | 0:3     | Айнтрахт (Франкфурт-на-Майні)  |
| Шварц-Вайс (Ессен) (2)           | 1:2     | Рот-Вайс (Ессен)               |
| Айнтрахт (Брауншвейг)            | 1:2     | Вікторія (Кельн) (3)           |
| Пірмазенс (2)                    | 4:2     | Мюнхен 1860 (2)                |
| Боруссія (Дортмунд)              | 2:1     | Шпортфройнде (Зіген) (3)       |
| Юліх (Дюрен) (3)                 | 4:2     | Блейденштадт (Таунусштайн) (3) |
| Альтона-93 (Гамбург) (3)         | 2:0     | Армінія (Ганновер) (3)         |
| Штутгарт (аматори) (3)           | 2:0     | Баєр 04 (3)                    |
| 15 лютого 1975                   |         |                                |
| Зандгаузен (3)                   | 1:2     | Еппінген (3)                   |
| 19 лютого 1975 (перегравання)    |         |                                |
| Аугсбург (2)                     | 1:2     | Вердер                         |

## Четвертий раунд
| Команда 1                      | Рахунок | Команда 2                        |
| ------------------------------ | ------- | -------------------------------- |
| 15 березня 1975                |         |                                  |
| Айнтрахт (Франкфурт-на-Майні)  | 1:0     | Бохум                            |
| Фортуна (Дюссельдорф)          | 5:2     | Кельн                            |
| Рот-Вайс (Ессен)               | 6:0     | Пірмазенс (2)                    |
| Дуйсбург                       | 7:0     | Альтона-93 (Гамбург) (3)         |
| Штутгарт (аматори) (3)         | 2:1     | Теніс Боруссія (Західний Берлін) |
| Фортуна (Кельн) (2)            | 0:0 дч  | Юліх (Дюрен) (3)                 |
| Еппінген (3)                   | 0:2     | Вердер                           |
| 16 березня 1975                |         |                                  |
| Вікторія (Кельн) (3)           | 0:0 дч  | Боруссія (Дортмунд)              |
| 26 березня 1975 (перегравання) |         |                                  |
| Боруссія (Дортмунд)            | 3:0     | Вікторія (Кельн) (3)             |
| 29 березня 1975 (перегравання) |         |                                  |
| Юліх (Дюрен) (3)               | 0:1     | Фортуна (Кельн) (2)              |

## Чвертьфінали
| Команда 1                     | Рахунок | Команда 2             |
| ----------------------------- | ------- | --------------------- |
| 12 квітня 1975                |         |                       |
| Штутгарт (аматори) (3)        | 0:4     | Боруссія (Дортмунд)   |
| Айнтрахт (Франкфурт-на-Майні) | 4:2     | Фортуна (Кельн) (2)   |
| Вердер                        | 0:2     | Дуйсбург              |
| Рот-Вайс (Ессен)              | 1:0     | Фортуна (Дюссельдорф) |

## Півфінали
| Команда 1                     | Рахунок | Команда 2           |
| ----------------------------- | ------- | ------------------- |
| 29 квітня 1975                |         |                     |
| Айнтрахт (Франкфурт-на-Майні) | 3:1 дч  | Рот-Вайс (Ессен)    |
| 30 квітня 1975                |         |                     |
| Дуйсбург                      | 2:1 дч  | Боруссія (Дортмунд) |

## Фінал
| 21 червня 1975 16:00 (CET) |

| Айнтрахт (Франкфурт-на-Майні) | 1:0      | Дуйсбург |
| ----------------------------- | -------- | -------- |
| Кербель 57'                   | Протокол |          |

| Нідерсахсенштадіон, Ганновер Глядачів: 43 000 Арбітр: Вальтер Горстман |